# Upland (California)
Upland è una città della contea di San Bernardino, California, Stati Uniti. Al censimento del 2010 la città aveva una popolazione di 73 732 abitanti, un aumento rispetto ai 68 393 abitanti del censimento del 2000. È stata ridenominata il 15 maggio 1906, in precedenza si chiamava North Ontario. Upland si trova ai piedi della parte più alta delle San Gabriel Mountains. Il sobborgo di Los Angeles fa parte dell'Inland Empire, un'area metropolitana situata direttamente ad est dell'area metropolitana di Los Angeles.

## Geografia fisica
Secondo lo United States Census Bureau, ha un'area totale di 15,66 mi² (40,56 km²).

## Società

### Evoluzione demografica
Secondo il censimento del 2010, la popolazione era di 73 732 abitanti.

### Etnie e minoranze straniere
Secondo il censimento del 2010, la composizione etnica della città era formata dal 65,6% di bianchi, il 7,3% di afroamericani, lo 0,7% di nativi americani, l'8,4% di asiatici, lo 0,2% di oceanici, il 12,9% di altre etnie, e il 4,8% di due o più etnie. Ispanici o latinos di qualunque etnia erano il 38,0% della popolazione.